# Lamput
Lamput est une série télévisée d'animation indienne de courts métrages pour enfants créée par Vaibhav Kumaresh et produite par Vaibhav Studios pour Cartoon Network en Inde et en Asie. La série est constituée d'épisodes courts allant de 18 secondes à 5 minutes ou 7 pour les épisodes spéciaux.
En France, la série est diffusée sur Boomerang depuis 2019.

## Synopsis
Lamput est une créature orange et gluante qui s'est échappée du laboratoire de Specs et Skinny. Ils essaient d'attraper Lamput mais ne réussissent jamais à cause de sa capacité à se métamorphoser.

## Personnages

### Principaux
- Lamput : Il est le personnage principal de la série. C'est une créature orange et gluante qui s'est échappé du laboratoire des scientifiques.
- Specs : Également appelé Fat Doc, il est un scientifique qui essaie d'attraper Lamput.
- Skinny : Également appelé Slim Doc, il est un scientifique qui essaie d'attraper Lamput.

### Secondaires
- Mr. Mustache : C'est un homme jaune, en bonne santé et puissant, un policier, qui arrête parfois les docteurs ou les bat.
- Doctor : C'est un médecin de couleur rose qui contrôle parfois Lamput et les Docs.
- White Lady : Elle est le béguin de Skinny.
- Pink Lady : Elle est le béguin de Specs.
- Le Boss : il est le patron des Docs.

## Épisodes
| Saison | Épisodes | Inde | Début de saison   | Fin de saison     |
| ------ | -------- | ---- | ----------------- | ----------------- |
|        | 1        | 46   | 21 septembre 2017 | 21 septembre 2017 |
|        | 2        | 21   | 9 janvier 2018    | 28 octobre 2018   |
|        | 3        | 43   | 23 février 2020   | 3 août 2021       |
|        | 4        | NC   | 25 juin 2022      | NC                |

### Saison 1 (2017)
Dans la saison 1, tous les épisodes durent 15 secondes.
| Numéro de l'épisode | Titre français         | Titre original  | Première diffusion |
| ------------------- | ---------------------- | --------------- | ------------------ |
| 1                   | Titre français inconnu | Hair Bun        | 21 septembre 2017  |
| 2                   | Titre français inconnu | Prints          | 21 septembre 2017  |
| 3                   | Titre français inconnu | Poster          | 21 septembre 2017  |
| 4                   | Titre français inconnu | Bus Stop        | 21 septembre 2017  |
| 5                   | Titre français inconnu | Glasses         | 21 septembre 2017  |
| 6                   | Titre français inconnu | Orange Door     | 21 septembre 2017  |
| 7                   | Titre français inconnu | Vegetrouble     | 21 septembre 2017  |
| 8                   | Titre français inconnu | Orange Balloon  | 21 septembre 2017  |
| 9                   | Titre français inconnu | Camouflage      | 21 septembre 2017  |
| 10                  | Titre français inconnu | Dog             | 21 septembre 2017  |
| 11                  | Titre français inconnu | Orange Paint    | 21 septembre 2017  |
| 12                  | Titre français inconnu | Orange Title    | 21 septembre 2017  |
| 13                  | Titre français inconnu | Musical         | 21 septembre 2017  |
| 14                  | Titre français inconnu | Orange Overdose | 21 septembre 2017  |
| 15                  | Titre français inconnu | War             | 21 septembre 2017  |
| 16                  | Titre français inconnu | Guilt           | 21 septembre 2017  |
| 17                  | Titre français inconnu | Oil Massage     | 21 septembre 2017  |
| 18                  | Titre français inconnu | Orange Camera   | 21 septembre 2017  |
| 19                  | Titre français inconnu | Horror Movie    | 21 septembre 2017  |
| 20                  | Titre français inconnu | Bank Robbery    | 21 septembre 2017  |
| 21                  | Titre français inconnu | Love Chat       | 21 septembre 2017  |
| 22                  | Titre français inconnu | Prison Cell     | 21 septembre 2017  |
| 23                  | Titre français inconnu | Cat             | 21 septembre 2017  |
| 24                  | Titre français inconnu | Orange Rose     | 21 septembre 2017  |
| 25                  | Titre français inconnu | Orange Umbrella | 21 septembre 2017  |
| 26                  | Titre français inconnu | Magic Show      | 21 septembre 2017  |
| 27                  | Titre français inconnu | Cliffhanger     | 21 septembre 2017  |
| 28                  | Titre français inconnu | Eye Test        | 21 septembre 2017  |
| 29                  | Titre français inconnu | Carrot          | 21 septembre 2017  |
| 30                  | Titre français inconnu | Chloroform      | 21 septembre 2017  |
| 31                  | Titre français inconnu | Newspaper       | 21 septembre 2017  |
| 32                  | Titre français inconnu | Biker           | 21 septembre 2017  |
| 33                  | Titre français inconnu | Sunset          | 21 septembre 2017  |
| 34                  | Titre français inconnu | Slide           | 21 septembre 2017  |
| 35                  | Titre français inconnu | Bubbles         | 21 septembre 2017  |
| 36                  | Titre français inconnu | Fire            | 21 septembre 2017  |
| 37                  | Titre français inconnu | Reward          | 21 septembre 2017  |
| 38                  | Titre français inconnu | Glasses 2       | 21 septembre 2017  |
| 39                  | Titre français inconnu | Rifle           | 21 septembre 2017  |
| 40                  | Titre français inconnu | Bellbottoms     | 21 septembre 2017  |
| 41                  | Titre français inconnu | Bridge          | 21 septembre 2017  |
| 42                  | Titre français inconnu | Toy Car         | 21 septembre 2017  |
| 43                  | Titre français inconnu | Fish Tank       | 21 septembre 2017  |
| 44                  | Titre français inconnu | Octopus         | 21 septembre 2017  |
| 45                  | Titre français inconnu | Artist          | 21 septembre 2017  |
| 46                  | Titre français inconnu | Wig             | 21 septembre 2017  |

### Saison 2 (2018)
Dans la saison 2, les épisodes durent 2 à 5 minutes.
| Numéro de l'épisode | Titre français         | Titre original | Première diffusion |
| ------------------- | ---------------------- | -------------- | ------------------ |
| 1                   | Titre français inconnu | Signs          | 7 août 2018        |
| 2                   | Titre français inconnu | Hilltop        | 10 août 2018       |
| 3                   | Titre français inconnu | Superstore     | 14 août 2018       |
| 4                   | Titre français inconnu | Boxing         | 17 août 2018       |
| 5                   | Titre français inconnu | Haunted House  | 9 janvier 2018     |
| 6                   | Titre français inconnu | Houdini        | 21 août 2018       |
| 7                   | Titre français inconnu | Orange Street  | 24 août 2018       |
| 8                   | Titre français inconnu | Fracture       | 28 août 2018       |
| 9                   | Titre français inconnu | Art Gallery    | 31 août 2018       |
| 10                  | Titre français inconnu | Airport        | 4 septembre 2018   |
| 11                  | Titre français inconnu | Flicker        | 7 septembre 2018   |
| 12                  | Titre français inconnu | Gym            | 11 septembre 2018  |
| 13                  | Titre français inconnu | Hypnosis       | 30 septembre 2018  |
| 14                  | Titre français inconnu | Diet Doc       | 4 octobre 2018     |
| 15                  | Titre français inconnu | Alien          | 7 octobre 2018     |
| 16                  | Titre français inconnu | Shape Shift    | 10 octobre 2018    |
| 17                  | Titre français inconnu | Thief          | 13 octobre 2018    |
| 18                  | Titre français inconnu | Martial Art    | 17 octobre 2018    |
| 19                  | Titre français inconnu | Sleepy Docs    | 21 octobre 2018    |
| 20                  | Titre français inconnu | Dog Doc        | 24 octobre 2018    |
| 21                  | Titre français inconnu | Snow           | 28 octobre 2018    |

### Saison 3 (2020-2021)
Depuis la saison 3, les épisodes durent 2 à 5 minutes et jusqu'à 7 minutes pour les épisodes spéciaux.
| Numéro de l'épisode | Titre français          | Titre original          | Première diffusion |
| ------------------- | ----------------------- | ----------------------- | ------------------ |
| 1                   | La poursuite            | The Chase               | 23 février 2020    |
| 2                   | Le rectificateur        | Rival Doc               | 1er mars 2020      |
| 3                   | La rupture              | The Split               | 1er mars 2020      |
| 4                   | À boire !               | Water                   | 7 mars 2020        |
| 5                   | L'avenir                | Future Tense            | 12 mars 2020       |
| 6                   | Skinny à la piscine     | Skinny at the Pool      | 18 mars 2020       |
| 7                   | Une soirée réussie      | Date Night              | 4 avril 2020       |
| 8                   | Lamput et l'araignée    | Lamput and the Spider   | 5 avril 2020       |
| 9                   | Origines                | Memories                | 12 avril 2020      |
| 10                  | Drôle de chien          | Pup Mix                 | 18 avril 2020      |
| 11                  | Le Rayon temporel       | Age Remote              | 24 avril 2020      |
| 12                  | Dr Lamput               | Dr. Lamput              | 25 avril 2020      |
| 13                  | Un dimanche             | Sunday Holiday          | 1er juin 2020      |
| 14                  | Arm Wrestling           | Arm Wrestling           | 9 juin 2020        |
| 15                  | Besoin de psy           | Meet the Shrink         | 11 juillet 2020    |
| 16                  | Invisible Necklace      | Invisible Necklace      | 15 juillet 2020    |
| 17                  | Le rayon échangeur      | Transfer Gun            | 19 septembre 2020  |
| 18                  | Super Docs              | Super Docs              | 26 septembre 2020  |
| 19                  | Skinny et la danse      | Skinny's Dance Night    | 13 octobre 2020    |
| 20                  | Lamput Checks In        | Lamput Checks In        | 22 octobre 2020    |
| 21                  | Lamput et l'éléfanteau  | Lamput and the Elephant | 3 février 2021     |
| 22                  | Le monstre              | Skinny Monster          | 7 février 2021     |
| 23                  | Perte de mémoire        | Memory Loss             | 7 février 2021     |
| 24                  | Somnambulisme           | Sleepwalking            | 13 février 2021    |
| 25                  | Basketball              | Basketball              | 17 février 2021    |
| 26                  | La lotion pour le corps | Zoom Oil                | 13 mars 2021       |
| 27                  | Doc et le voleur        | Doc and the Thief       | 13 mars 2021       |
| 28                  | La sorcière             | Witch                   | 22 mars 2021       |
| 29                  | La récompense           | Reward                  | 30 mars 2021       |
| 30                  | Défilé de mode          | Fashion Show            | 5 avril 2021       |
| 31                  | Vol au musée            | Thief in the Museum     | 12 avril 2021      |
| 32                  | Évolution               | Evolution               | 12 avril 2021      |
| 33                  | On a rapetissé les Docs | Shrunk Doc              | 13 avril 2021      |
| 34                  | Le concert de Rock      | Rock Concert            | 12 mai 2021        |
| 35                  | La maman du Boss        | Boss's Mom              | 14 mai 2021        |
| 36                  | La moustache du Boss    | Boss'stache             | 13 juin 2021       |
| 37                  | Marmelade de Blob       | Jamput                  | 19 juin 2021       |
| 38                  | L'extraterrestre        | Alien Again             | 19 juin 2021       |
| 39                  | À l'opéra               | Opera                   | 10 juillet 2021    |
| 40                  | La perruque             | Wig                     | 15 juillet 2021    |
| 41                  | Animal X                | Animal X                | 24 juillet 2021    |
| 42                  | Cast Away               | Cast Away               | 25 juillet 2021    |
| 43                  | Lamput rencontre Tuzki  | Lamput meets Tuzki      | 3 août 2021        |

### Saison 4 (2022)
| Numéro de l'épisode | Titre français                             | Titre original         | Première diffusion |
| ------------------- | ------------------------------------------ | ---------------------- | ------------------ |
| 1                   | On a tous besoin d'amis                    | Everyone Needs Friends | 25 juin 2022       |
| 2                   | Les Docs et la foule en colère             | Doc Mob                | 23 juin 2022       |
| 3                   | La bibliothèque                            | Library                | 2 juillet 2022     |
| 4                   | Lamput des Bois                            | Robinput               | 19 juin 2021       |
| 5                   | Foot à lier                                | Soccer Punch           | 19 juin 2021       |
| 6                   | Tuzki le stagiaire                         | In the Gut             | 6 juillet 2022     |
| 7                   | La grossesse de Doc & Retour dans le passé | Reverse                | 9 juillet 2022     |

## Production
Lamput a été créée par Vaibhav Kumaresh et produite par Vaibhav Studios pour Cartoon Network India & Asia. Lamput s'est distinguée en devenant la première série indienne vendue à partir d'un pitch bible, à être diffusée dans le monde entier.
La série était composée de micro-courts métrages de 18 secondes, qui ont été étendus à 2 minutes pour la deuxième saison,. La troisième saison est composée d'épisodes allant de 3 à 5 minutes, ainsi que de quelques émissions spéciales de 7 minutes.
Le 20 avril 2021, un crossover entre Lamput et le personnage internet chinois Tuzki a été annoncé. Il a également été annoncé qu'une quatrième saison était en préparation.

## Récompenses
Lamput a reçu un Best Animated Frames Award en 2017 et 2018,.